# Klopogodo
Klopogodo is een bestuurslaag in het regentschap Kebumen van de provincie Midden-Java, Indonesië. Klopogodo telt 2693 inwoners (volkstelling 2010).